# 박진영 (바둑 기사)
박진영(朴鎭鍈, 2000년 5월 10일 ~ )은 대한민국의 바둑 기사이다.

## 약력
경남 김해 출신으로 양천대일도장에서 바둑을 배웠다. 두터운 실리형으로 2011년 인제내린천배 및 금산인삼배 초등최강부와 전국체육대회 어린이부에서 우승을 차지했다. 2012년 무령왕배 세계청소년바둑대축제 초등최강부 등에서 우승했다. 2014년 8월 제3회 영재입단대회를 통해 입단했다. 2015년 12월 2단으로 승단했다. 2018년 제6기 하찬석 국수배 영재바둑대회에서 준우승을 차지했고, 3단으로 승단했다. 2021년 5단으로 승단했다.